# Нагорье

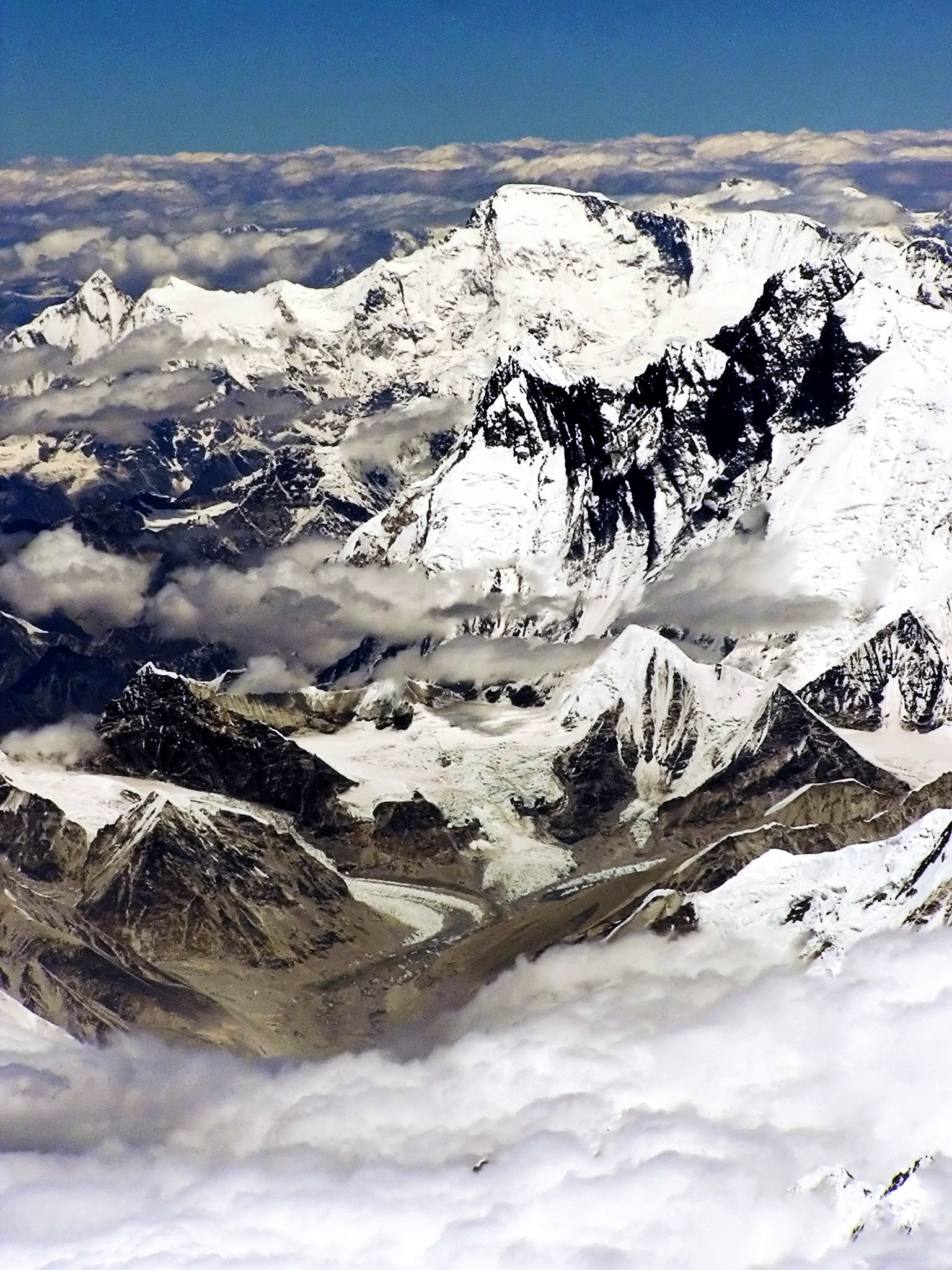
Тибетское нагорье

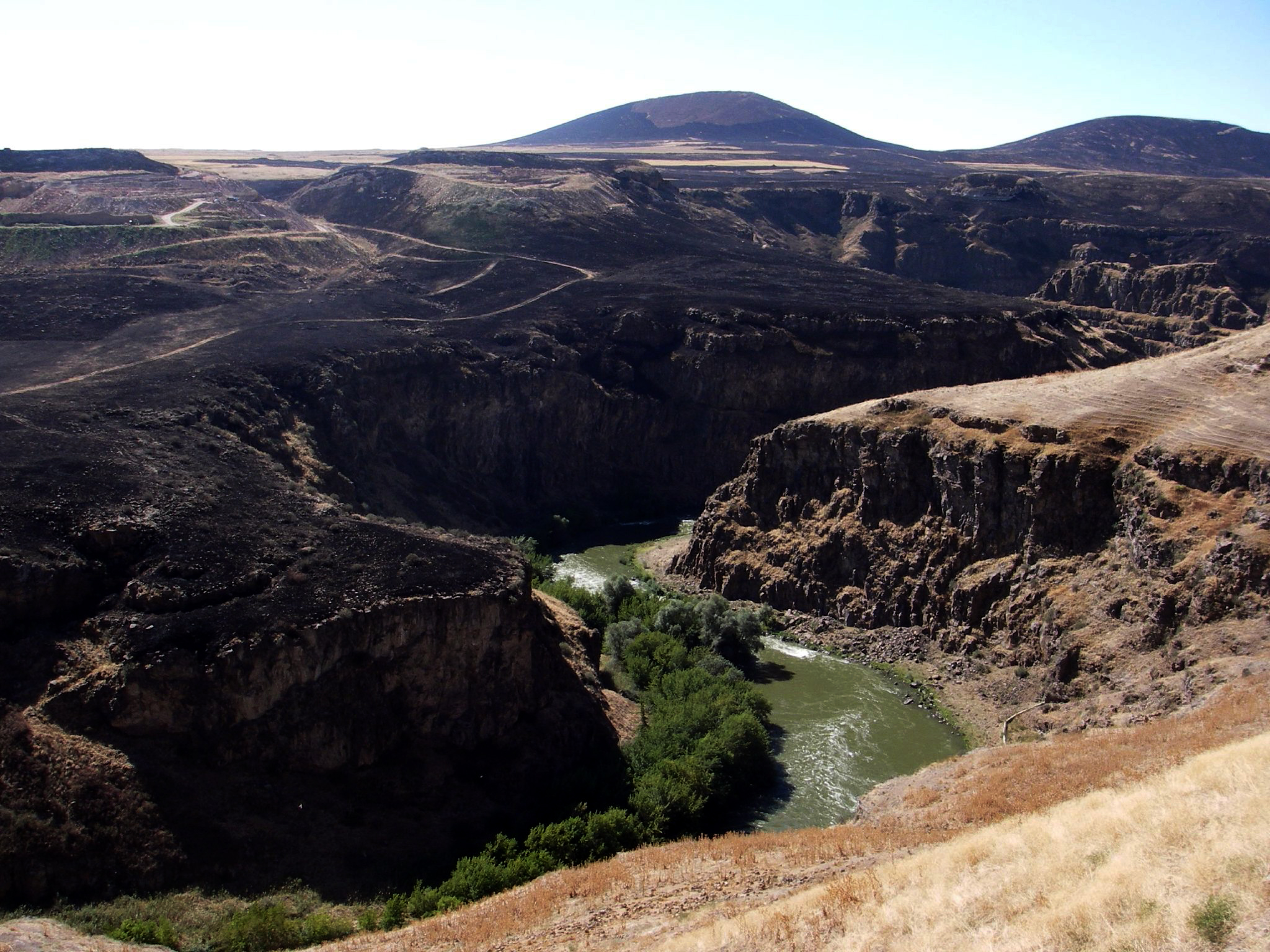
Армянское нагорье

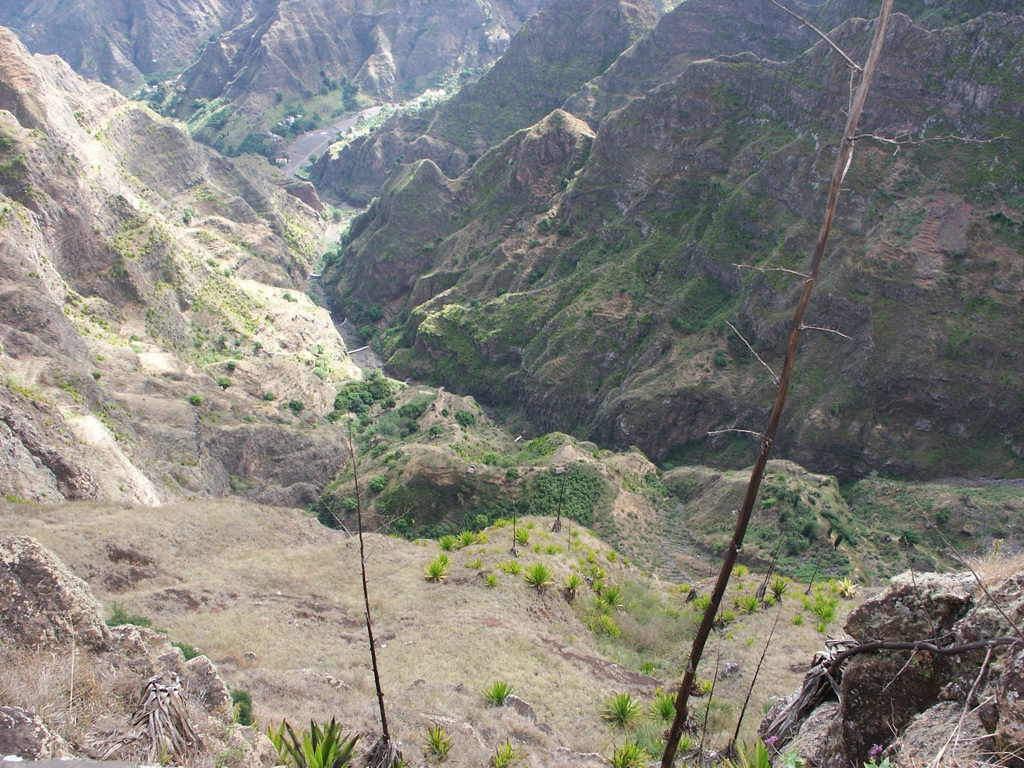
На территории Кабо-Верде имеют место так называемые «лунные пейзажи» — щебнистые нагорья.

Наго́рье — обширный по площади участок земной поверхности, представляющий сочетание плоскогорий, горных хребтов и массивов, иногда чередующихся с широкими плоскими котловинами, плато и долин, и в целом расположенный на высоко поднятом (свыше 1000 м) пьедестале. Нагорье формируется в тектонически подвижных областях современного горообразования.

## Некоторые нагорья

### Азия
- Алданское нагорье
- Амнокканское нагорье
- Армянское нагорье
- Ассамские горы
- Байшань
- Верхнеколымское нагорье
- Восточно-Тувинское нагорье
- Газнийское нагорье
- Гуйчжоуское нагорье
- Джавахетское нагорье
- Закавказское нагорье
- Иранское нагорье
- Карабахское нагорье
- Колымское нагорье
- Корякское нагорье
- Кузнецкий Алатау
- Малоазиатское нагорье
- Оймяконское нагорье
- Патомское нагорье
- Северо-Байкальское нагорье
- Становое нагорье
- Тибетское нагорье
- Хэнтэй-Даурское нагорье
- Чукотское нагорье
- Чулышманское нагорье
- Шанское нагорье
- Юньнаньское нагорье

### Африка
- Адамава
- Ахаггар
- Дамара
- Лесото
- Нагорье гигантских кратеров
- Тибести
- Эфиопское нагорье

### Австралия
- Австралийские Альпы

### Америка
- Андийское нагорье
- Антьокийское нагорье
- Большой Бассейн
- Бразильское нагорье
- Гвианское нагорье
- Мексиканское нагорье
- Центральноандийское нагорье

### Европа
- Динарское нагорье
- Донегол
- Северо-Шотландское нагорье
- Сербское нагорье
- Скандинавское нагорье
- Нагорье Мезета